# Baccharoides
Baccharoides is een geslacht uit de composietenfamilie (Asteraceae). De soorten komen voor van Afrika tot op het Arabisch schiereiland en verder van Afghanistan tot in zuidelijk Centraal-China en Indochina.

## Soorten
- Baccharoides adoensis (Sch.Bip. ex Walp.) H.Rob.
- Baccharoides anthelmintica (L.) Moench
- Baccharoides ballyi (C.Jeffrey) Isawumi, El-Ghazaly & B.Nord.
- Baccharoides benguellensis (Hiern) H.Rob., Skvarla & V.A.Funk
- Baccharoides bracteosa (O.Hoffm.) Isawumi, El-Ghazaly & B.Nord.
- Baccharoides calvoana (Hook.f.) Isawumi, El-Ghazaly & B.Nord.
- Baccharoides cardiolepis (O.Hoffm.) Isawumi, El-Ghazaly & B.Nord.
- Baccharoides dumicola (S.Moore) Isawumi, El-Ghazaly & B.Nord.
- Baccharoides filigera (Oliv. & Hiern) Isawumi, El-Ghazaly & B.Nord.
- Baccharoides filipendula (Hiern) Isawumi, El-Ghazaly & B.Nord.
- Baccharoides guineensis (Benth.) H.Rob.
- Baccharoides hymenolepis (A.Rich.) Isawumi, El-Ghazaly & B.Nord.
- Baccharoides incompta (S.Moore) Isawumi, El-Ghazaly & B.Nord.
- Baccharoides kirungae (R.E.Fr.) Isawumi, El-Ghazaly & B.Nord.
- Baccharoides lasiopus (O.Hoffm.) H.Rob.
- Baccharoides longepedunculata (De Wild.) Isawumi, El-Ghazaly & B.Nord.
- Baccharoides nimbaensis (C.D.Adams) Isawumi, El-Ghazaly & B.Nord.
- Baccharoides prolixa (S.Moore) Isawumi, El-Ghazaly & B.Nord.
- Baccharoides pumila (Kotschy & Peyr.) Isawumi
- Baccharoides ringoetii (De Wild.) Isawumi, El-Ghazaly & B.Nord.
- Baccharoides schimperi (DC.) Isawumi, El-Ghazaly & B.Nord.
- Baccharoides stenostegia (Stapf) Isawumi
- Baccharoides sunzuensis (Wild) Isawumi, El-Ghazaly & B.Nord.
- Baccharoides tayloriana Isawumi
- Baccharoides tenoreana (Oliv.) Isawumi
- Baccharoides tolypophora (Mattf.) Isawumi, El-Ghazaly & B.Nord.